# Nyctimene malaitensis
Nyctimene malaitensis е вид бозайник от семейство Плодоядни прилепи (Pteropodidae).

## Разпространение
Видът е разпространен в Соломонови острови.